# Celal Atik
Celal Atik (Gürdan, 1920 – Ankara, 27 aprile 1979) è stato un lottatore turco, specializzato sia nella lotta libera che nella lotta greco-romana.

## Palmarès

### Olimpiadi
- Oro a Londra 1948 nella lotta libera, pesi leggeri.

### Mondiali
- Oro a Helsinki 1951 nella lotta libera, pesi welter.
- Argento a Stoccolma 1950 nella lotta greco-romana, pesi welter.

### Europei
- Oro a Stoccolma 1946 nella lotta libera, pesi leggeri.
- Oro a Istanbul 1949 nella lotta libera, pesi welter.
- Bronzo a Praga 1947 nella lotta greco-romana, pesi leggeri.